# Torneo de Suzhou 2013
El 'Suzhou WTA Challenger' 2013 es un torneo de tenis profesional jugado en canchas duras. Se trata de la segunda edición del torneo que forma parte de la WTA 125s de 2013. Se llevará a cabo en Suzhou, China, en 5 a 11 de agosto de 2013.

## Cabeza de serie

### Individual femenino
| Tenista             | Ranking | Preclasificada |
| Timea Babos         | 103     | 1              |
| Misaki Doi          | 106     | 2              |
| Shahar Pe'er        | 109     | 3              |
| Zhang Shuai         | 113     | 4              |
| Duan Yingying       | 128     | 5              |
| Zhou Yimiao         | 134     | 6              |
| Tamarine Tanasugarn | 160     | 7              |
| Alizé Lim           | 165     | 8              |

### Dobles femenino
| Tenista                                         | Ranking | Preclasificada |
| Tamarine Tanasugarn Zheng Saisai                | 101     | 1              |
| Chan Chin-Wei Xu Yifan                          | 306     | 2              |
| Noppawan Lertcheewakarn Varatchaya Wongteanchai | 314     | 3              |
| Nicha Lertpitaksinchai Peangtarn Plipuech       | 342     | 4              |

## Campeones

### Individual Femenino
Shahar Pe'er venció a  Zheng Saisai por 6-2, 2-6, 6-3

### Dobles Femenino
Tímea Babos /  Michaëlla Krajicek vencieron a  Han Xinyun /  Eri Hozumi por 6-2 6-2